# Carlos Teo Cruz
Carlos Teo Cruz est un boxeur dominicain né le 24 novembre 1937 à Santiago de los Caballeros et mort le 15 février 1970.

## Carrière
Passé professionnel en 1959, il devient champion du monde des poids légers WBA et WBC le 29 juin 1968 après sa victoire aux points contre Carlos Ortiz. Cruz conserve ses titres face à Mando Ramos le 27 septembre 1968 mais perd au 11e round le combat revanche organisé le 18 février 1969. Il meurt (ainsi que sa femme et leur enfant) l'année suivante dans un accident d'avion.